# Lachnospiraceae
Lachnospiraceae è una famiglia di batteri appartenente all'ordine Clostridiales.
Comprende i seguenti generi:
- Acetitomaculum
- Anaerofilum
- Anaerostipes
- Butyrivibrio
- Catenibacterium
- Catonella
- Coprococcus
- Johnsonella
- Lachnobacterium
- Lachnospira
- Oribacterium
- Pseudobutyrivibrio
- Roseburia
- Ruminococcus
- Shuttleworthia
- Sporobacterium